# Романовка (Синельниковский район)
Романовка (укр. Романівка) — село,
Майский сельский совет,
Синельниковский район,
Днепропетровская область,
Украина. 
Код КОАТУУ — 1224883511. Население по переписи 2001 года составляло 223 человека.

## Географическое положение
Село Романовка находится у истоков пересыхающей речушки Березнеговатая,
ниже по течению на расстоянии в 3,5 км расположено село Новониколаевка.
Рядом проходит автомобильная дорога Т-0426.

## История
- 1882 год — дата основания.